# 歐禮文
歐禮文 PC KC（1948年9月8日—2023年6月29日），加拿大政治人物和律師，2000年-07年間以加拿大自由黨黨員身份擔任加拿大國會下議院溫哥華奎特拉選區議員，期間曾在總理馬田內閣中出任工務及政府服務部長、西部經濟多樣化部長和體育國務部長。

## 背景
歐禮文於卑詩省溫哥華出生，1972年從卑詩大學法學院畢業，1974年從倫敦大學學院取得法學碩士學位，再於1986年從日內瓦大學國際管理學院取得工商管理碩士學位。他於1975年到尼日利亞任職中學教師，1977年返加後於素里法律援助處任職律師，後成為卑詩法律服務協會行政總監。
他從1986年-92年出任卑詩省申訴專員，1992年-95年間任職卑詩省資源及環境委員會專員，1995年-97年則任該省律政廳副廳長。他其後加入維多利亞大學，1997年-2000年間任職該校林思齊法律及公共政策教授、和紛爭解決學院總監。

## 從政
2000年聯邦大選，歐禮文代表加拿大自由黨競逐溫哥華奎特拉選區議席，擊敗加拿大聯盟候選人馮傑妮當選該區下議員。他於2002年1月15日獲總理克雷蒂安任命為西部經濟多樣化和原住民事務及北部發展國務秘書，馬田接替克雷蒂安出任總理後則於2003年12月12日委派歐禮文任職工務及政府服務部長。
歐禮文於2004年聯邦大選獲取52%得票，擊敗取得26%選票的保守黨候選人羅渣士（Stephen Rogers）連任溫哥華奎特拉選區下議員，同年7月20日獲總理馬田任命為西部經濟多樣化部長和體育國務部長。
他於2006年聯邦大選再次壓倒羅渣士連任。自由黨在該次大選敗予保守黨而成為官方反對黨，歐禮文則出任該黨的民主改革評議員。他曾支持葉禮庭競逐自由黨黨魁，接替離任的馬田。
2007年7月27日，歐禮文辭去國會議席以出任母校卑詩大學的外事、法律及社區關係副總裁，五年任期於2012年屆滿後卸任。

## 逝世
歐禮文在2023年6月29日在溫哥華逝世，享年74歲。

## 家庭
歐禮文於1971年與妻子黛安結婚，兩人育有兩名兒子。他的堂兄菲利普·歐文曾於1993年至2002年間任職溫哥華市長，伯父（即菲利普之父）華爾特·歐文則曾於1973年至1978年間任職卑詩省省督。

## 外部連結
- （英文）加拿大國會網站 歐禮文議員簡介 （页面存档备份，存于）